# Валлийский национализм
Валли́йский национали́зм проповедует идею своеобразия валлийского языка, культуры и истории. Сторонники валлийского национализма борются за расширение автономии Уэльса, включая независимость от Соединённого Королевства.

## Завоевание Уэльса
Перед началом нормандского завоевания Англии Уэльс был разделён на несколько королевств. Многие правители пытались объединить Уэльс, но сразу после их смерти созданные ими государства распадались. В качестве примера можно привести Хивела ап Каделла и Родри Великого. В XII веке король Англии Генрих II Плантагенет воспользовался раздробленностью Уэльса и враждой валлийских королевств. В 1157 году в союзе с валлийским королевством Поуис он разгромил Гвинед. В 1171 году был разгромлен Дехейбарт, и под властью Англии оказалась значительная часть Уэльса. В 1282 году после присоединения Гвинеда Уэльс потерял какую-либо государственность, но сохранил самоуправление. После вхождения в состав Англии валлийцы очень часто поднимали восстания. Наиболее известно восстание Оуайна Глиндура в 1400 году, которое было жестоко подавлено. Принимался ряд репрессивных мер в отношении населения, в частности ограничение использования валлийского языка. Бунты продолжались до битвы при Босворте в 1485 году.

## Зарождение валлийского национализма
Валлийские певцы сочиняли песни с мечтой о независимости Уэльса. Они верили, что придёт герой и освободит страну от Англии.
Генрих VIII интегрировал Уэльс в английскую правовую систему, но отменил указы, которые были приняты после восстания Оуайна Глиндура. Он также дал политическое представительство в Вестминстерском парламенте Уэльса. Было установлено самоуправление по английскому образцу, использование английского языка как официального.
Притеснение валлийских традиций, обычаев, языка, культуры привели к зарождению валлийского национализма.

## Революционные идеи
Наряду с остальной Европой последствия Французской революции ощущались в Уэльсе. Революционные идеи выходят на первый план для незначительного меньшинства валлийского народа. Их придерживались такие люди как Ричард Прайс, Иоло Моргануг и Морган-Джон Райс. Они хотели освободить Уэльс путём народного восстания.
Однако существовало движение валлийских методистов, которое не принимало кровопролитие. Методисты считали, что английское правительство постепенно дарует независимость Уэльсу.

## XIX век
Быстрая индустриализация Уэльса, особенно в Мертир-Тидвиле, привела к зарождению радикальных движений валлийского рабочего класса и восстаниям: в 1831 году в Мертир-Тидвиле и в Ньюпорте в 1839 году, под влиянием чартизма.
С созданием Пресвитерианской церкви Уэльса усилился радикализм и либерализм в рамках церкви баптистов и конгрегационалистов. Этот радикализм, о чем свидетельствуют конгрегационалистский министр Дэвид Риз в Лланелли, издававший радикальный журнал Y Diwygiwr в 1835—1865 гг. Но он не был гласом вопиющего в пустыне: Уильям Риз (также известный как Гвилим Хиратог), созданной радикальной Год Amserau (The Times) в 1843, и в том же году Сэмюэл Робертс также установлен иной радикального журнала, Y Cronicl (хроника). Оба были конгрегации пасторов.
Рост радикализма и постепенная политизация жизни валлийцев не находили насколько-либо успешного варианта для установления национальной политической организации, способной к продвижению валлийского национализма. Но внутри Либеральной Партии действительно появлялись голоса, которые смогли завоевать представительские места в Уэльсе в девятнадцатом веке. Они расширили полномочия, получив молчаливую поддержку среди активных членов валлийского общества. С этим же намерением в 1886 году по образцу партий Молодая Ирландия, Cymru Fydd было создано Движение независимости, но оно просуществовало недолго.
Для большинства валлийцев, однако, более важный вопрос заключался не в независимости и самоуправлении, а в роспуске англиканской церкви в Уэльсе. Тем не менее, их неполитический национализм был достаточно сильным, чтобы создать национальные институты такие, как Университет Уэльса в 1893 году, Национальная библиотека Уэльса и Национальный музей Уэльса в 1907 году.

## Предательство Синей книги
Отношения между народами усугубились в результате публикации «Докладов уполномоченных по расследованию состояния образования в Уэльсе» в 1847 году. В докладах система образования в Уэльсе была представлена в ужасающем состоянии, и это несмотря на то, что сами уполномоченные были исключительно англоязычными, в то время как сама система образования в значительной степени проводилась на валлийском языке. Тем не менее, проверяющие пришли к выводу, что валлийцы были люди грязные, невежественные, ленивые, суеверные, лжецы и пьяницы, и всё это потому, что они были нонконформистами и говорили на валлийском. Вскоре доклад был назван Brad y Llyfrau Gleision, или на английском языке, «Предательство Синей книги», поскольку доклад издавался в синей обложке,

## Влияние европейского национализма
C началом девятнадцатого века, валлийский национализм проповедовали Майкл Д. Джонс (1822—1898) и А. П. Эмрис Иван (1848—1906). Вдохновленные европейскими революциями 1848 и ростом ирландского национализма, они говорили, что Уэльс отличается от Англии собственным языком (на котором говорит большинство его жителей), и нонконформистской формой христианской религии, которая сталкивается с многочисленными преследованиями со стороны государственной англиканской церкви.

## XX век и сегодняшний день
Национализм в XX веке в Уэльсе значительно усилился, но не настолько, как в Восточной Европе, или в Ирландии. В разное время как Лейбористская, так и Либеральная партия выступали за расширение валлийского самоуправления. Однако впервые о полной независимости заговорили именно с создания партии Плайд Камри (Партия Уэльса) в 1925 году.
Пришедшие в 1997 году в ходе всеобщих выборов в Великобритании к власти лейбористы сдержали своё предвыборное обещание и провели референдум по вопросу о создании Валлийской Ассамблеи (регионального парламента). В результате референдума незначительное большинство в Ассамблее получила Plaid Cymru, либерал-демократы, а значительная часть валлийского общества поддержала предложения правительства лейбористов.
В настоящее время в Уэльсе существует около десятка относительно малочисленных партий и политических групп, проводящих политику в русле валлийского национализма и стоящих на различных идеологических платформах (за последние пол-столетия появились и были распущены такие партии, как «Независимый Уэльс», «Вперёд, Уэльс», «Красный Уэльс», Валлийский социалистический альянс и т. д.).